# Góra Repowa
Góra Repowa, Repowa – środkowy z trzech szczytów bocznego grzbietu odbiegającego od grzbietu głównego Małych Pienin na północny zachód. Pozostałe dwa to: Watrisko znajdujące się w pobliżu grzbietu głównego i Skalskie ponad doliną Biała Woda. Repowa ma wysokość 918 m n.p.m. i jest całkowicie porośnięta lasem. U jej wschodnich podnóży płynie Potok Zimna Studnia, u zachodnich dnem doliny Skalskie Skalski Potok. Na zachodnich zboczach znajdują się charakterystyczne białe skały wapienne zwane Dziobakowymi Skałami. Nie prowadzą przez nią żadne szlaki turystyczne, ale z okolic przełęczy pod Watriskiem jej wschodnimi zboczami prowadzi droga leśna, doprowadzająca do Smolegowej Skały w rezerwacie przyrody Biała Woda.
Z rzadkich i chronionych gatunków mchów występują na Repowej występują: płaszczeniec marszczony (Buckiella undulata), torfowiec frędzlowany (Sphagnum fimbriatum), torfowiec nastroszony (Sphagnum squarrosum), płonnik pospolity (Polytrichum commune).
Góra Repowa znajduje się w miejscowości Jaworki w województwie małopolskim, w powiecie nowotarskim, w gminie miejsko-wiejskiej Szczawnica.

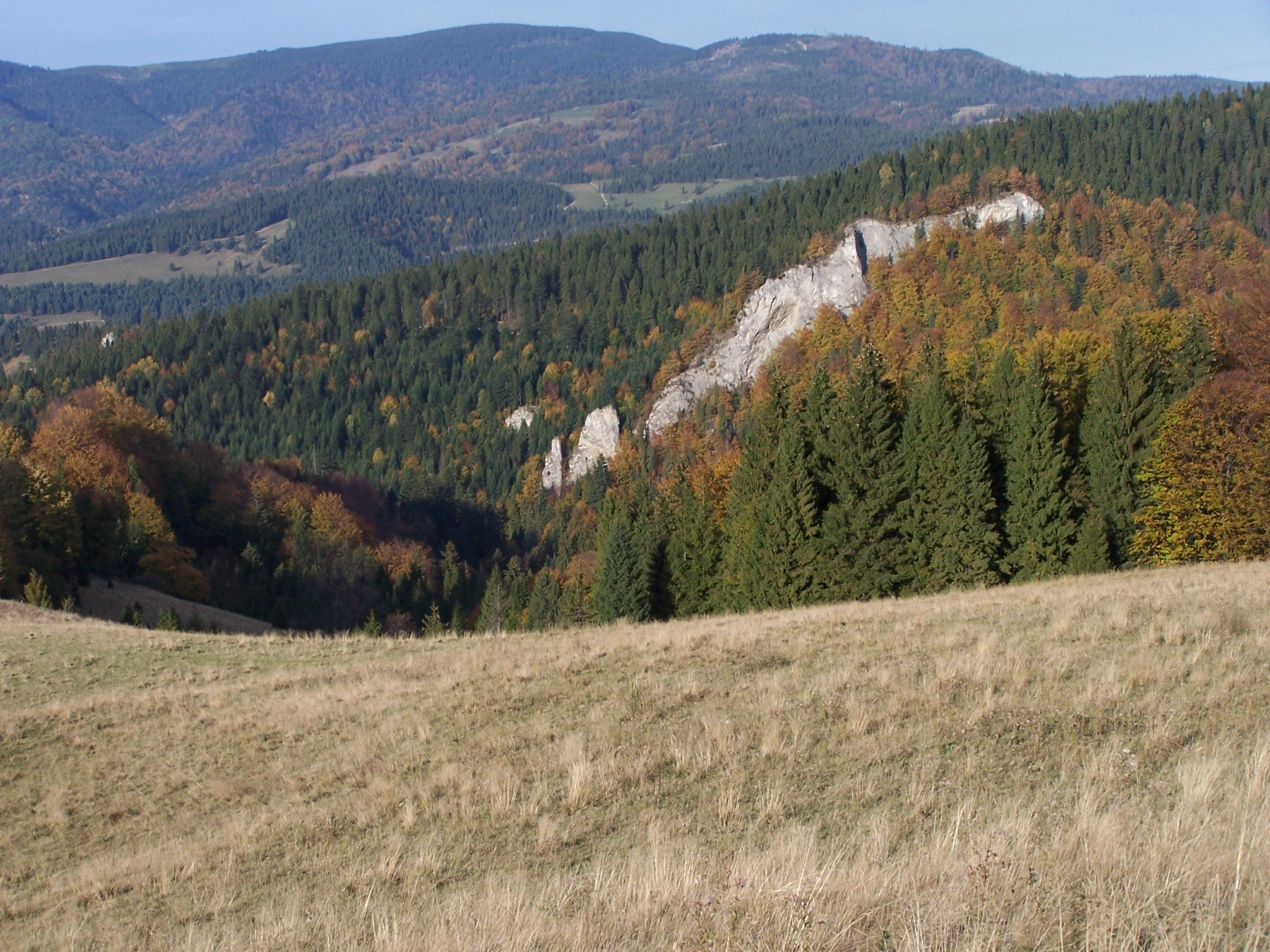
Zachodnie zbocza Repowej z Dziobakowymi Skałami. U góry Beskid Sądecki.